# Случайные жизни
«Случайные жизни» — автобиографическая книга Олега Радзинского, опубликованная в 2018 году издательством Corpus. Книга охватывает первые тридцать лет жизни автора и через призму личного опыта показывает разные стороны жизни в СССР 1960-х–1980-х годов. 

## Краткая характеристика
Родившийся в благополучной семье советской писателей («совписов»), уже в ранней юности Олег попал в среду диссидентов. В 1982 году за свою деятельность он оказался в заключении в Лефортовской тюрьме. После суда Олег был отправлен по этапу в ссылку в Томскую область, где работал на лесоповале. В 1986 году после серьёзной болезни его наказание смягчили, заменив ссылку в суровых условиях Сибири на ссылку в средней полосе России, в городе Киржач, что было вызвано в том числе и внутриполитическими изменениями в стране. В январе 1987 года, среди прочих диссидентов, Олег был помилован и фактически выслан из страны. 
По образному выражению автора, его богатый жизненный опыт распадается на несколько различных жизней, каждой из которых посвящена отдельная глава книги. Детство и юность, проведённые в литературной среде, наложили «литературный» отпечаток на всё произведение, а посвящённые этому времени главы, иллюстрированные фотографиями из семейного архива, рисуют историю нескольких поколений еврейской семьи. Описание мрачного тюремного быта выполнено в отстранённой манере учёного, что позволяет не только ужаснуться скотским условиям содержания людей, но и увидеть жизнь в тюрьме с необычной стороны, а заодно познакомиться с судьбами заключённых из разных социальных слоёв. При всём ужасе описываемого, автору удаётся избежать погружения в глубокое отчаяние и сохранить отстранённый взгляд на происходящее в собственной жизни и в стране. И, возможно, не будет преувеличением назвать эту книгу «слепком позднесоветской эпохи»